# Кубок Естонії з футболу 2018—2019
Кубок Естонії з футболу 2018–2019 — 29-й розіграш кубкового футбольного турніру в Естонії. Титул вдруге здобув Транс (Нарва).

## Календар
| Раунд        | Дата                      | Матчі | Клуби   |
| ------------ | ------------------------- | ----- | ------- |
| Перший раунд | 5-22 червня 2018          | 27    | 91 → 64 |
| Другий раунд | 28 червня - 25 липня 2018 | 32    | 64 → 32 |
| 1/16 фіналу  | 8-23 серпня 2018          | 16    | 32 → 16 |
| 1/8 фіналу   | 5-26 вересня 2018         | 8     | 16 → 8  |
| 1/4 фіналу   | 23-24 квітня 2019         | 4     | 8 → 4   |
| 1/2 фіналу   | 7-8 травня 2019           | 2     | 4 → 2   |
| Фінал        | 25 травня 2019            | 1     | 2 → 1   |

## 1/16 фіналу
| Команда 1            | Рахунок | Команда 2              |
| -------------------- | ------- | ---------------------- |
| 8 серпня 2018        |         |                        |
| Калев (Таллінн)      | 3:0     | Сантос (Тарту) (2)     |
| 14 серпня 2018       |         |                        |
| Курессааре           | 2:3     | Нимме Калью            |
| Віймсі (4)           | 2:3     | Елва (2)               |
| Таммека (Тарту)      | 1:0     | Флора II (2)           |
| Пайде                | 2:1     | Пайде III (4)          |
| 16 серпня 2018       |         |                        |
| Флора                | 13:0    | Варріор (5)            |
| Легіон (3)           | 3:0     | Вапрус (Пярну)         |
| Лаанемаа (4)         | 14:1    | Телейос (РЛ)           |
| 21 серпня 2018       |         |                        |
| Ярва-Яані (5)        | 5:0     | Аксі (6)               |
| Кадрина (5)          | 0:7     | Транс (Нарва)          |
| Маарду (2)           | 4:0     | Калев (Сілламяе) (4)   |
| 22 серпня 2018       |         |                        |
| Віймсі-2 (5)         | 3:2 дч  | Кохтла-Ярве-2 (4)      |
| Зеніт (Таллінн) (5)  | 4:2     | Косе (5)               |
| Посейдон (4)         | 0:3     | Табасалу (4)           |
| Тарту (Велко) (2)    | 0:5     | ФКІ Левадія            |
| 23 серпня 2018       |         |                        |
| Піраая (Таллінн) (4) | 3:4     | Ноорус-96 (Йигева) (4) |

## 1/8 фіналу
| Команда 1       | Рахунок | Команда 2              |
| --------------- | ------- | ---------------------- |
| 5 вересня 2018  |         |                        |
| Маарду (2)      | 4:0     | Лаанемаа (4)           |
| 6 вересня 2018  |         |                        |
| Ярва-Яані (5)   | 0:6     | Таммека (Тарту)        |
| 25 вересня 2018 |         |                        |
| ФКІ Левадія     | 2:1     | Флора                  |
| Транс (Нарва)   | 8:0     | Ноорус-96 (Йигева) (4) |
| Табасалу (4)    | 6:1     | Зеніт (Таллінн) (5)    |
| Пайде           | 2:1     | Легіон (3)             |
| 26 вересня 2018 |         |                        |
| Нимме Калью     | 3:0 дч  | Калев (Таллінн)        |
| Віймсі-2 (5)    | 0:3     | Елва (2)               |

## 1/4 фіналу
| Команда 1      | Рахунок | Команда 2       |
| -------------- | ------- | --------------- |
| 23 квітня 2019 |         |                 |
| Нимме Калью    | 2:1     | Таммека (Тарту) |
| Табасалу (3)   | 1:5     | Елва (2)        |
| 24 квітня 2019 |         |                 |
| Транс (Нарва)  | 2:0     | Маарду          |
| Пайде          | 1:4 дч  | ФКІ Левадія     |

## 1/2 фіналу
| Команда 1     | Рахунок | Команда 2   |
| ------------- | ------- | ----------- |
| 7 травня 2019 |         |             |
| Транс (Нарва) | 5:0     | Елва (2)    |
| 8 травня 2019 |         |             |
| Нимме Калью   | 3:2 дч  | ФКІ Левадія |

## Фінал
| 25 травня 2018 16:00 (EEST) |

| Транс (Нарва)                      | 2:1 дч   | Нимме Калью |
| ---------------------------------- | -------- | ----------- |
| Закарлюка 44' (пен.) Плотніков 93' | Протокол | Ліліу 32'   |

| А. Ле Кок Арена, Таллінн Глядачів: 956 Арбітр: Григорій Ошомков |